# Liste der Bodendenkmäler in Wolfersdorf
Auf dieser Seite sind die Bodendenkmäler in der oberbayerischen Gemeinde Wolfersdorf zusammengestellt. Diese Tabelle ist eine Teilliste der Liste der Bodendenkmäler in Bayern. Grundlage ist die Bayerische Denkmalliste, die auf Basis des Bayerischen Denkmalschutzgesetzes vom 1. Oktober 1973 erstmals erstellt wurde und seither durch das Bayerische Landesamt für Denkmalpflege geführt wird. Die folgenden Angaben ersetzen nicht die rechtsverbindliche Auskunft der Denkmalschutzbehörde.

## Bodendenkmäler der Gemeinde Wolfersdorf

### Bodendenkmäler in der Gemarkung Berghaselbach
| Lage                     | Objekt | Akten-Nr.     | Bild |
| ------------------------ | --- | ------------- | ---- |
| Berghaselbach (Standort) | Verebnete Grabhügel vorgeschichtlicher Zeitstellung. | D-1-7436-0013 |      |
| Berghaselbach (Standort) | Turmhügel des hohen oder späten Mittelalters. | D-1-7536-0028 |      |
| Berghaselbach (Standort) | Untertägige mittelalterliche und frühneuzeitliche Befunde im Bereich der katholischen Filialkirche St. Thomas in Berghaselbach und ihrer Vorgängerbauten. | D-1-7536-0212 |      |
| Berghaselbach (Standort) | Abgegangene Kirche des Mittelalters und der frühen Neuzeit (St. Nikolaus in Niklashaselbach).                                                             | D-1-7536-0214 |      |
| Berghaselbach (Standort) | Untertägige mittelalterliche und frühneuzeitliche Befunde im Bereich der katholischen Filialkirche St. Coloman von Thonhausen.                            | D-1-7536-0222 |      |
| Berghaselbach (Standort) | Grabhügel vorgeschichtlicher Zeitstellung. | D-1-7536-0225 |      |

### Bodendenkmäler in der Gemarkung Dürnhaindlfing
| Lage                      | Objekt | Akten-Nr.     | Bild |
| ------------------------- | --- | ------------- | ---- |
| Dürnhaindlfing (Standort) | Abgegangene Kirche des Mittelalters und der frühen Neuzeit (St. Jakobus).                                                                                             | D-1-7436-0168 |      |
| Dürnhaindlfing (Standort) | Untertägige mittelalterliche und frühneuzeitliche Befunde im Bereich der katholischen Filialkirche St. Leonhard von Jägersdorf und ihrer Vorgängerbauten mit Friedhof | D-1-7536-0216 |      |

### Bodendenkmäler in der Gemarkung Wolfersdorf
| Lage                   | Objekt                                                                                                   | Akten-Nr.     | Bild |
| ---------------------- | --- | ------------- | ---- |
| Wolfersdorf (Standort) | Abgegangene Kirche des Mittelalters und der frühen Neuzeit (alte Pfarrkirche St. Peter von Wolfersdorf). | D-1-7536-0142 |      |
| Wolfersdorf (Standort) | Abgegangenes Hofmarkschloss der frühen Neuzeit (Schloss Wolfersdorf) mit zugehörigem Wirtschaftshof.     | D-1-7536-0267 |      |